# Aurélia (dicionário)
Aurélia é um dicionário de expressões gays de autoria do jornalista Vitor Angelo e do pesquisador Fred Libi, contando com cento e quarenta e três páginas de vocábulos frequentemente utilizados por homossexuais do mundo lusófono, com especial destaque para o Brasil. Lançado em 2006 pela Editora do Bispo, o dicionário contém mais de mil e trezentos verbetes. A publicação sofreu ameaças de ações judiciais por parte do grupo do Dicionário Aurélio, em cujo nome ela se inspirou.

## ENEM 2018
Em novembro de 2018 o dicionário foi citado numa questão da prova de linguagens do Exame Nacional do Ensino Médio (ENEM). Apesar da questão não exigir dos alunos que soubessem vocabulário específico algum, os vocábulos frequentemente utilizados pela comunidade gay serviram de base para uma questão que exigia apenas a lembrança da noção geral de um dialeto. À época, no entanto, o então presidente eleito Jair Bolsonaro se pronunciou de maneira crítica em entrevista ao vivo ao apresentador José Luiz Datena no Brasil Urgente:
| “                | Uma questão de prova que entra na dialética, na linguagem secreta de travesti, não tem nada a ver, não mede conhecimento nenhum. A não ser obrigar para que no futuro a garotada se interesse mais por esse assunto. Temos que fazer com que o Enem cobre conhecimentos úteis. | ” |
| — Jair Bolsonaro | |   |